# Jungle Rhythm
Jungle Rhythm är en amerikansk animerad kortfilm med Musse Pigg från 1929.

## Handling
Musse Pigg är på resa i djungeln. Där får han rida på en elefant och spelar musik och dansar med några av djuren.

## Om filmen
Filmen är den 13:e Musse Pigg-kortfilmen som producerades och den tionde som lanserades år 1929.
Filmens handling gav inspiration till den första äventyrsberättelsen i dagspresserien med Musse Pigg.

## Rollista
- Walt Disney – Musse Pigg, papegoja[5]